# Pacullidae
Famille
Les Pacullidae ou Pacullides sont une famille d'araignées aranéomorphes.

## Distribution
Les espèces de cette famille se rencontrent en Asie du Sud-Est et en Chine.

## Habitat
Les pacullides peuplent les forêts tropicales humides.

## Description
Ce sont des araignées de taille moyenne fortement sclérifiées. Leur abdomen est couvert de plaques épaisses.

## Paléontologie
Cette famille n'est pas connue à l'état fossile.

## Taxonomie
Cette famille rassemble 38 espèces dans quatre genres.

## Liste des genres
Selon World Spider Catalog (version 18.5, 15/11/2017) :
- Lamania Lehtinen, 1981
- Paculla Simon, 1887
- Perania Thorell, 1890
- Sabahya Deeleman-Reinhold, 1980

## Publication originale
- Simon, 1894 : Histoire naturelle des araignées. Paris, vol. 1, p. 489-760 (texte intégral).